# Ferenc Salbert
Ferenc Salbert (* 5. August 1960 in Budapest) ist ein ehemaliger französisch-ungarischer Leichtathlet, der sich auf den Stabhochsprung spezialisiert hat. 1989 siegte er bei den Spielen der Frankophonie und 1991 gewann er die Bronzemedaille bei den Hallenweltmeisterschaften in Sevilla.

## Sportliche Laufbahn
Erste internationale Erfahrungen sammelte Ferenc Salbert vermutlich im Jahr 1980, als er bei den Halleneuropameisterschaften in Sindelfingen für Ungarn startend mit übersprungenen 5,20 m auf den 14. Platz gelangte. 1982 schied er bei den Europameisterschaften in Athen mit 5,25 m in der Qualifikationsrunde aus und im Jahr darauf wurde er bei den Halleneuropameisterschaften in Budapest mit 5,20 m Zwölfter. 1987 gewann er für Frankreich bei den Halleneuropameisterschaften in Liévin mit einer Höhe von 5,85 m die Silbermedaille hinter seinem Landsmann Thierry Vigneron und kurz darauf belegte er bei den erstmals ausgetragenen Hallenweltmeisterschaften in Indianapolis mit 5,80 m den vierten Platz. Im September gelangte er dann bei den Freiluftweltmeisterschaften in Rom mit 5,50 m im Finale auf Rang zehn. 1989 siegte er bei den Spielen der Frankophonie in Casablanca mit 5,65 m und im Jahr darauf belegte er bei den Europameisterschaften in Split mit 5,60 m den siebten Platz. 1991 gewann er bei den Hallenweltmeisterschaften in Sevilla mit 5,70 m die Bronzemedaille hinter Serhij Bubka und Viktor Rijenkov aus der Sowjetunion und beendete daraufhin seine aktive sportliche Karriere im Alter von 30 Jahren.
1987 wurde Salbert französischer Meister im Stabhochsprung im Freien und in der Halle.
2002 wurde er zum Vizepräsidenten des ungarischen Leichtathletikverbandes gewählt.